# چهارده (کردکوی)
چهارده، روستایی از توابع بخش باختری شهرستان کردکوی در استان گلستان می باشد. این روستا مرکز دهستان سدن رستاق غربی شهرستان کردکوی می باشد، که بومیان به آن "چاردی" می‌گویند. وجود چند تپه باستانی و تاریخی در درون و بیرون روستا نشان از قدمت بسیاربالا و پارینگی روستای چهارده و منطقه پیرامون آن دارد. یک تپه در حدود ۳۰۰ متری جاده شاه‌عباسی (جاده قدیم گرگان-کردکوی)، تپه دوم در شمال غرب روستا درکنار جاده سراسری به فاصله ۱۰۰ متری از آن و تپه سوم که در حاشیه غربی روستا قرار دارد و بر فراز قسمت شمالی آن دامداری احداث شده است.  در گزارش سال ۱۲۹۶ ه-خ درباره این روستا چنین آمده است :"چهارده خالصه و آب نوشیدنی آن از ۳ رشته قنات می باشد که کفاف زراعت را نمی دهد ناوری بزرگ و مخروبه ای هم دارد که باید تعمیر شود. این قریه ملک اجدادی شاه شهید 'آغا محمد خان قاجار بنیانگذار سلسله قاجار' بوده و موروثی و تعداد نفوس آن نیز ۴۴۲ نفر است."

## جمعیت
براساس سرشماری مرکز آمار ایران در سال ۱۳۸۵، جمعیت آن ۲۲۶۲ نفر (۶۱۱ خانوار) بوده‌است.